# Föderation (Informatik)
Eine Föderation ist eine Rechner- und/oder Netzwerkanbietervereinbarung über Standardoperationen in einer kollektiven Art und Weise.

## Namensgebrauch

### Verbinden von zwei eindeutigen Netzwerken
- Der Begriff kann zum Beschreiben von Operationen zwischen zwei eindeutig und formell getrennten Telekommunikationsnetzwerken benutzt werden, die unterschiedliche interne Strukturen haben können[1], da der interne Modus Operandi bei der Telekommunikationsverbindung zwischen verschiedenen Systemen irrelevant für die Existenz der Föderation ist.

Yahoo und Microsoft gaben z. B. bekannt, dass Yahoo Messenger und MSN Messenger interoperabel funktionieren.

### Kollektive Autorität
- Der Begriff kann aber auch genutzt werden, wenn Gruppen versuchen, kollektive Autorität über die Entwicklung zu delegieren, um Abspaltungen zu vermeiden.

Das MIT-X-Konsortium z. B. wurde gegründet im Jahre 1988, um die Abspaltungen bei der Entwicklung vom X Window Systems zu verhindern. Als Ergebnis wird heutzutage jede führende Plattform (neben Windows) mit überwiegend kompatiblen X-Server-Implementationen ausgeliefert.

### Netzwerksysteme
- In Netzwerksystemen bedeutet föderiert zu sein, dass es Nutzern möglich ist, von einem Netzwerk zu einem anderen Nachrichten zu senden. Dies ist aber nicht das Gleiche, als wenn man einen Client nutzt, der mit beiden Netzwerken operieren kann und mit beiden Seiten unabhängig agiert.

Zum Beispiel erlaubte Google Gmail-Nutzern im Jahr 2009, sich an ihren AOL-Instant-Messenger-Konten (kurz AIM) mit GMail anzumelden. Man konnte jedoch nicht Nachrichten mit GTalk oder XMPP-Konten an AIM schicken oder umgekehrt. Ab März 2011 föderierte GMail sich mit AIM und erlaubte somit Nutzern beider Netzwerke, untereinander zu kommunizieren und sich gegenseitig zur Kontaktliste hinzuzufügen.